# Polipropilén
A polipropilén (rövidítése PP, összegképlete (C3H6)x) hőre lágyuló polimer, a vegyipar állítja elő és széles körben használják. Ezek közé tartozik a csomagolás, textilipar, írószerek, műanyag alkatrészek, laboratóriumi berendezések, hangfalak, autóipari alkatrészek.
A polipropilén addíciós polimer, amelyet propilén monomerből állítanak elő. Rendkívül ellenálló a legtöbb kémiai oldószerrel, lúgokkal, savakkal szemben.
A polietilén és a PVC mellett a harmadik legelterjedtebb polimerizációs műanyag. 2007-ben a világon 45,1 millió tonna polipropilént állítottak elő, ami körülbelül 65 milliárd dolláros (47,4 milliárd eurós) összforgalmat generált.

## Kémiai és fizikai tulajdonságok

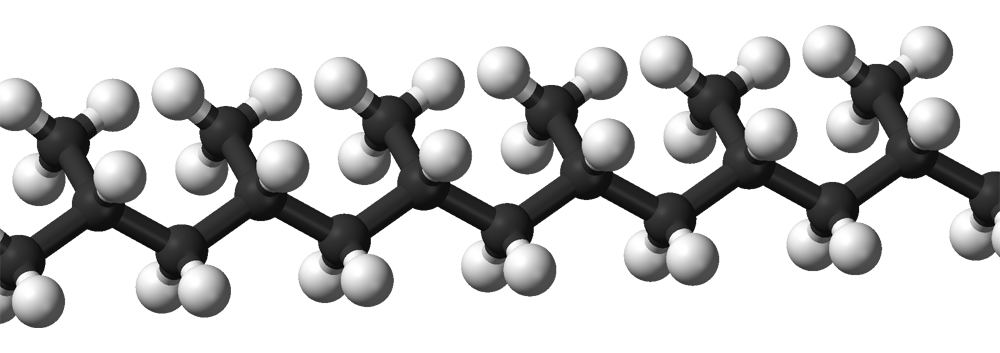
Izotaktikus polipropilén

A kereskedelemben kapható polipropilén leggyakrabban izotaktikus. A PP általában kemény és rugalmas, különösen akkor, ha kopolimerizáljuk etilénnel. Ez teszi lehetővé a polipropilén számára, hogy mint műszaki műanyag versenyezzen akár az ABS-sel is. Előállítható átlátszó formában is, viszont nem olyan könnyen, mint a polisztirol vagy egyéb műanyagok. Gyakran színezik; ez pigmentek hozzáadagolásával lehetséges.
A polipropilén olvadáspontja  - a DSC-s mérések alapján -  160 °C körüli.
Három fő típusa:
- homopolimer,
- random kopolimer és
- blokk kopolimer.

A komonomer általában etilén.

### Degradáció
A polipropilén egyik nagy hátránya, hogy jelentősen képes a gyártás és felhasználás során degradálódni. UV sugárzás hatására (akár a napfény is elegendő) lánctördelődés indulhat meg, ami miatt külső alkalmazások esetén UV-elnyelő adalékanyagot kell alkalmazni (a korom is nyújt némi védelmet). Magas hőmérsékleten képes oxidálódni, ami egy gyakori probléma a gyártás (extruzió, fröccsöntés) során. Ezzel szemben antioxidánsok adagolásával szoktak védekezni.

## Előállítása
Polimerizációval nagy nyomáson és hőmérsékleten történik. Általában propénből katalizátorok (pl. TiCl4) segítségével.

## Felhasználása
A vegyiparban a tulajdonságainak köszönhetően sok különböző területen alkalmazzák. Lúgoknak és savaknak szobahőmérsékleten nagyon jól ellenáll. Élelmiszeripari termékek tárolására, szállítására alkalmas. Nem oldódik ki belőle káros vegyület. Elsődlegesen beltéri használatra javasolják. Kültéri felhasználása korlátozott. Éghető anyag ezért égésgátló elasztomer hozzáadásával csökkenthetők az égési és csepegési tulajdonságai. Ezt az un.UL94-es amerikai égésügyi szabvány szabályozza. Könnyen festhető melyhez pigment dúsított anyagában színezett anyagazonos mesterkeveréket alkalmaznak. A nagy hőkülönbségre illetve orientáció irányú terhelésre /hajlítgatás,húzás/kifehéredik és ellágyul, reped és vetemedik. Fröccsöntési felhasználása elterjedt. Fröccsöntési felhasználási paraméterei:210-290 c. Nem viszkózus anyag tehát szárítása nem indokolt felhasználás előtt. Elsősorban fóliák – ezenkívül szállítótartályok, csövek, burkolatok készítéséhez alkalmazzák.
A polipropilén kristályos szerkezetű műanyag kristályossági foka kb. 60-70%. A PP krisztallitjainak olvadáspontja: 164-170°C. A kristályossági fok befolyásolja a fiziko-mechanikai tulajdonságokat: sűrűséget, oldhatóságot, gázáteresztő-képességet, hőállóságot, üvegesedési hőmérsékletet, és a mechanikai tulajdonságokat. A polipropilén ütésállóságára jellemző, hogy 0°C alatt csökken, (rideggé válik). A PP-t ezért nem célszerű alacsony hőmérsékleten alkalmazni olyan célokra, ahol nagyobb mértékű hajlékonyság szükséges (hideg állósága rossz). A PP hideg állóságát lágyítással, elasztomerek adagolásával és kopolimerizációval lehet javítani. A polipropilén - alkalmazástechnikai szempontból - lényeges termikus jellemzői a következők:
120-130°C-ig a legtöbb célra még biztonsággal alkalmazható. A polipropilén olvadási hőmérséklet-intervalluma - kristályos jellegénél fogva - szűk, általában 2-3°C. Terhelés nélkül közel a krisztallitok olvadáspontjáig formaállandó. (Tm: 164-170°C). A polipropilén a legjobban éghető műanyagok közé tartozik. A PP-t gyakran használják villamosszigetelési alkatrészek előállítására, viszont e területen fontos a csökkentett éghetőség, amelyet égésgátló adalék hozzáadásával érnek el. A polipropilén egyike a legjobb vegyszerállósággal rendelkező anyagoknak.

## Gyakorlati alkalmazások
A polipropilént a polietilénhez hasonló területeken alkalmazzák. Előnyt jelent, hogy nagyobb szilárdsági és termikus követelményeknek is eleget tesz. Kristályos jellege következtében nyújtás hatására orientálódik, és szilárdsága megnő, így előnyösen alkalmazható fóliák, hártyák és műszaki célokra alkalmas szálak előállítására. A csomagolástechnikában a fóliákon kívül üreges testek (kanna, palack, ballon, hordó), doboz, láda, és egyéb csomagolóeszközök előállítására alkalmas. Sok közszükségleti cikk, játék, sportszer készül belőle, szilárdsága, vegyszer- és vízállósága (tisztíthatósága) miatt. A PP natúr színe tejfehér.